# Mariska hoffland
Mariska Hoffland (Zeist, 5 januari 1971) is een Nederlands grafisch vormgever en webdesigner.
Hoffland volgde een opleiding aan de modevakschool, grafische vormgeving in Utrecht. In Aptos, California, Verenigde Staten heeft zij een Desk Top Puplishing (DTP) opleiding gevolgd aan Cabrillo College.
Als vormgever heeft zij gewerkt voor verschillende reclamebureaus, zoals Muntz in Amersfoort. In 2012 heeft zij haar eigen reclamebureau gestart onder haar eigen naam Mariska Hoffland reclame en vormgeving.